# ゼブルン族
ゼブルン族(ゼブルンぞく)はイスラエルの12部族の一部族である、ヤコブの第10子であり、レアの子では第6子である。

## 歴史
ゼブルン族は、セレデ族、エロン族、ヤフレエル族という氏族によって構成されている。ゼブルン族は割り当てられた相続地のほとんどを所有することができた。しかし、ゼブルン族はキテロンとナハラルのカナン人を追い払うことができなかった。ゼブルンの領地はガリラヤ地方の南部にあり、北西がアシェル族と北東がナフタリ族、南西がマナセ族と南東がイッサカル族に囲まれ、キション川が南の境界線になっていた。
ゼブルン族はイッサカル族と交易上の支配権を共有した。また、イッサカル族と共に、タボル山を共有した。
ゼブルンの土地は小規模の領地であるが、肥沃な地であった。最初の人口調査では57,400人、二回目の人口調査では、60,500人であり、4番目に大きな部族であった。
ゼブルンはエバル山の側に立つように、モーセに命じられた。士師時代には、ゼブルンはカナン人やミデヤン人との戦いにおいて功績をあげた。士師の一人エロンはゼブルン人出身である。
古代イスラエル王国が建国されて、ダビデ王の治世には、ゼブルンは軍事的、経済的援助をした。預言者ヨナは、ゼブルンのガテ・ヘフェルの出身であった。ゼブルンはアッシリア王ティグラテ・ピレセル3世の侵略により危機に陥り、住民の多くは、他に強制移住させられた。しかし、残ったゼブルン族、南ユダ王国のヒゼキヤ王時代に過越祭に出席した。

## 新約時代
イエス・キリストの育ったナザレはかつてゼブルンの所有地であった。